# Cruz Alta (Córdoba)
Cruz Alta is een plaats in het Argentijnse bestuurlijke gebied Marcos Juárez in de provincie Córdoba. De plaats telt 2.150 inwoners.